# Jean l'Agneau
Saint Jean (dit l’Agneau), qui vécut au VIIe siècle, fut le 25e évêque de Tongres. Il est considéré comme saint par l’Église catholique.

## Biographie
Jean dit l’Agneau, agriculteur et fils d’un riche propriétaire foncier, vivait si pieusement à Tihange près de Huy en Belgique qu’il fut choisi pour succéder au 24e évêque du diocèse de Tongres, Maastricht et Liège décédé au début du VIIe siècle (on trouve les années 596, 625/626, ou encore 631, ou même 639/640 selon différents auteurs). Il serait mort à Maastricht après six années d'episcopat et inhumé, selon son vœu, en la chapelle des saints Cosme et Damien qu’il avait fait ériger dans une tour du château de Huy.